# ختام الوصيفي
ختام أبو دف واسمها عند الولادة ختام الوصيفي (6 أبريل 1966 – 1 ديسمبر 2023) هي عالمة فيزياء وباحثة ومحاضرة فلسطينيَّة، عملت أستاذًا لفيزياء الإلكترونيَّات البصريَّة في الجامعة الإسلامية بغزة، ونائبًا لعميد كليَّة العلوم في نفس الجامعة. تُشير لها بعض المصادر بلقب «شيخة علماء الفيزياء».

## سيرتها
تخرجت ختام يوسف ديب الوصيفي من قسم الفيزياء في كلية علوم الجامعة الإسلامية بغزة، ثم عملت معيدةً في الجامعة في الفترة ما بين 1996 وحتى 2006، وأكملت دراستها بالحصول على درجة الماجستير في فيزياء الإلكترونيات البصريَّة عام 2002، كما حصلت على درجة الدكتوراة في الفيزياء الحيوية من جامعة السودان للعلوم والتكنولوجيا عام 2010 وأطروحتها «تأثير الموجات الصادرة من محطات الجوال على الخلايا الحية»، وعملت بعدها أستاذًا مساعدًا، ثم أستاذًا مشاركًا، حتى انتهى بها الأمر إلى درجة أستاذ فيزياء الإلكترونيَّات البصريَّة عام 2021. نشرت حوالي 60 بحثًا علميًا في مجال الكهرطيسيَّة، ونشرت كتابين عن مؤسسةٍ ألمانيَّة حول تأثير الهاتف على الخلايا الحيَّة للإنسان والنبات. كما شاركت في عددٍ من المؤتمرات المحليَّة والدوليَّة. حصلت على جائزة امرأة فلسطين في المجال الفكري لعام 2022 من وزارة شؤون المرأة الفلسطينيَّة. كانت قد أسست مؤسسة المداد للثقافة والعلوم.
كانت قد رُشحت للانتخابات التشريعيَّة الفلسطينيَّة عام 2021، والتي كان من المفترض إجراؤها في 22 مايو/أيار 2021، ولكنَّ الرئيس محمود عباس أعلن عن تأجيلها في 30 أبريل 2021 إلى أجلٍ غير مسمى. كانت أيضًا أمين سر الحركة النسائية في حركة حماس.
يُشار بأنها متزوجة منذ عام 1987 ولديها 7 أبناء (4 ذكور و3 إناث)، وزوجها هو محمود أبو دف عميد كلية التربية الأسبق في الجامعة الإسلامية بغزة. كانت قد اغتيلت هي وزوجها وأفراد عائلتهما في 1 ديسمبر 2023 خلال ضربةٍ جوية نفذتها القوات الجوية الإسرائيلية على منزلهم، وذلك خلال الرد الإسرائيلي على عملية طوفان الأقصى.

## قالت
- قالت ختام أنَّ بناء العائلة «أمانة كبيرة يصطفي الله بها عباده، فأساسُ التَّربية التي اتخذتُها منهجًا لأبنائي تقوم على أسسٍ ثلاث: القيم الأخلاقية الإسلامية وتأدية الفرائض الدينية، وغرس أهمية العلم والتَّعلُّم، وتهيئتِهم للجهاد في سبيل الله. وهذه الأُسس تكمل كل واحدة منهن الأخرى، فنحن لا نريد فتاة أو شابًا مصليًا فقط، ولا مصليًا وذا أخلاقٍ فاضلة فقط، وإنَّما إلى جانب هذه وتلك، نريد جيلًا مجاهدًا يسعى لتحرير أرضه، ومقدساته بالعلم والتفوق والتربي».[7]
- قالت للمرأة الفلسطينيَّة بأنَّ «إليكِ يا رفيقةَ العلم، يا نورَ الطَّريق الطويل، يا رافعةَ لواء القضية، إليكِ وأنتِ تحاولين رغم كل الصعاب، عليكِ أن تُدركي أن الواقع الفلسطيني صعبٌ، وأنَّ التغيير ليس بالأمر الهيِّن. لذلك عليكِ أن تستشعري المسؤوليات المُلقاة على عاتِقك، وأنْ تُقدري دورَك المميز في صناعة الأثر في داخل المجتمع. لا تنسي يا صديقةَ الدراسة أن العقول الفلسطينية حُبلى بالإبداع والأفكار، لكنَّها تنتظر الفرصة الحقيقية، لذلك كوني أنتِ الفرصة، وحلِّقي نحو كل سماءٍ فيها انطلاقةٌ لهذا الإبداع. وقبل أن تفتحي الصَّفحة الأولى من كتابِ هذا السَّعي، عليكِ أن تُخلصي عملكَ وعلمكِ لله سبحانه وتعالى، وأن تطلبي القوَّة ليعينك على هذه الأمانة العظيمة. ولا تنسي أنَّ اصطفائك بفلسطينيتك، له حقٌّ عليكِ، لتكوني النَّموذج الفكري والعلمي والجهادي الذي يقاوِم ظلمَ الاحتلال، وظلام الجهل. لذلكِ خذي بزمام المبادرة والانطلاق نحو الهدف بعطائك وعلمك وتميُّزك، وسيري باسم اللهِ وعينهُ ترعاكِ.»[7]

## وصلات خارجيَّة
- منشورات بواسطة ختام الوصيفي على ريسيرش غيت